# Chen Yan (tiradora)
Chen Yan (en chino: 陈妍; 7 de diciembre de 1997) es una deportista china que compite en tiro, en la modalidad de pistola. Ganó dos medallas en el Campeonato Mundial de Tiro de 2022, plata en pistola 25 m y bronce en pistola estándar 25 m.

## Palmarés internacional
| Campeonato Mundial | Campeonato Mundial | Campeonato Mundial | Campeonato Mundial    |
| Año                | Lugar              | Medalla            | Prueba                |
| ------------------ | ------------------ | ------------------ | --------------------- |
| 2022               | El Cairo (Egipto)  | Medalla de plata   | Pistola 25 m          |
| 2022               | El Cairo (Egipto)  | Medalla de bronce  | Pistola estándar 25 m |